# ブレット・ファーヴ
ブレット・ロレンツォ・ファーヴ（Brett Lorenzo Favre、[ˈfɑːrv] ( 音声ファイル)、1969年10月10日 - ）は、アメリカ合衆国ミシシッピ州ガルフポート出身のアメリカンフットボール選手。ポジションはクォーターバック（QB）。
リーグ史上初となる1995年から1997年までの3年連続MVP受賞。また1992年の第4週から297試合にわたる連続先発試合出場記録など、数多くの分野でNFL記録を有している。連続出場記録やタフさを物語る数々のエピソードから鉄人の異名で知られる。2007年9月30日に行われたミネソタ・バイキングス戦で決めた最初のTDパスで、元マイアミ・ドルフィンズのダン・マリーノが持っていた歴代最多TDパス記録（420）を更新し、キャリア通算508TDパスを記録している。

## 経歴

### 少年時代
ミシシッピ州ガルフポートでフットボール一家の次男として生まれ、キール（Kiln）という街で育った。幼い頃から文字通りの豪腕で、小学5年のころにはパス到達距離が50ヤードに達していたという。Hancock North Central High Schoolに進学し、フットボールではクォーターバック、ライン、セーフティー、パンターなど様々なポジションを経験した。高校のチームは彼の父が監督だった。父親は彼の豪腕ぶりを知っていたが、チームに優れたランニングバックがいたため、ランオフェンス主体のチームだった。

### 大学時代
南ミシシッピ大学に進学。大学は彼にセーフティーとしてのプレーを望んだが彼はクォーターバックを熱望。途中交代で出場した数々の試合で逆転のTDパスを量産すると1年時から先発QBに定着するようになった。4年次に当時ニューヨーク・ジェッツのGMだったロン・ウルフの目に留まる。コントロールにやや難があるものの、非常にアームが強い（所謂、ストロングアーム）で勝負強い部分をかい、ジェッツが獲得に乗り出す。だがその年のドラフト1巡指名権を持っていなかったジェッツは彼を指名できずアトランタ・ファルコンズに入団した。

### アトランタ・ファルコンズ時代
1991年のNFLドラフトで彼はアトランタ・ファルコンズからドラフト2巡目（全体33番目）に指名され入団した。当時の彼はアルコールに溺れており、夜遊びの毎日を送っていた彼はヘッドコーチのジェリー・グランヴィルに嫌われた。彼のNFLレギュラーシーズンにおける初めてのパスは第11週のワシントン・レッドスキンズ戦でインターセプトリターンタッチダウンに終わった。アトランタ・ファルコンズ時代には4回しかパスを投げず、その内の2本はインターセプトされ、成功したパスは1つもなかった。一方、グリーンベイ・パッカーズに移籍したロン・ウルフはドラフト1巡指名権を代償にトレードでファーヴを獲得。当時チームにはエースQBのドン・マコウスキーがおり、この思い切ったトレードに多数の疑問の声があった。
当時、パッカーズのヘッドコーチのマイク・ホルムグレンが「QBに関してあまり心配していなかった」と言ったコメントを出していた。

### グリーンベイ・パッカーズ時代

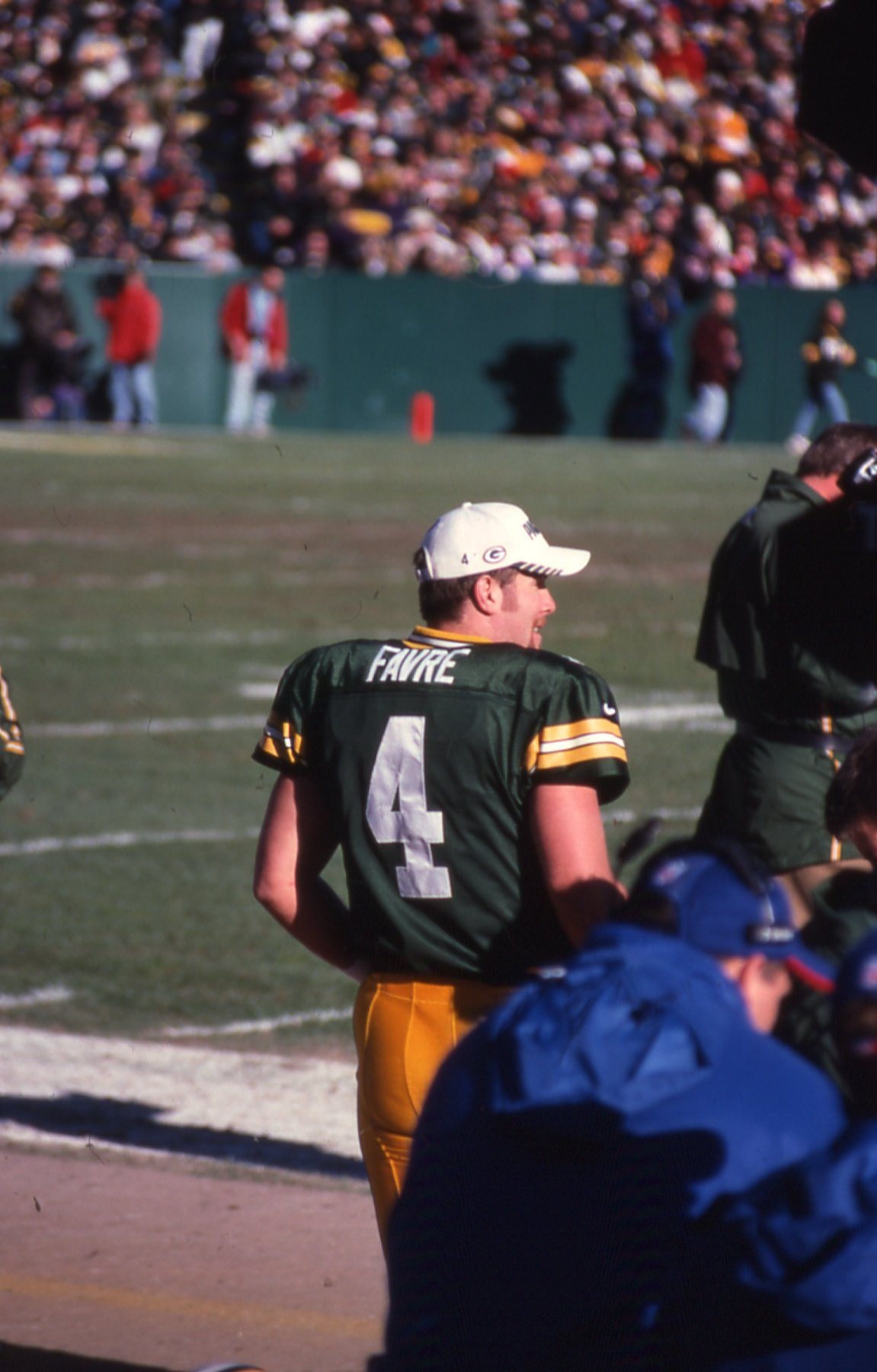
1998年のファーヴ

1992年にグリーンベイ・パッカーズに移籍して敗れた第1週・第2週ともに終盤途中出場したものの、たいした結果は残せなかった。第2週の後半から出場した彼が投げたパスはディフェンスに当たって跳ね返り、ファーブ自身がキャッチしディフェンスにタックルされたため7ヤードのロスとなった。
そして第3週、シンシナティ・ベンガルズ戦にて負傷したQBドン・マコウスキーの代わりに途中出場。フィールドに彼が現れた瞬間、ランボー・フィールドは凄まじいブーイングに包まれたという。試合終了間際にワイドレシーバーキトリック・テイラーに逆転TDパスを決め、21-20で逆転勝利を収める。次の第4週から先発出場し、QBとしての連続先発出場記録を更新し続けた。この年3227ヤードを投げて18タッチダウン、13インターセプトの成績を残しプロボウルに選ばれた。
1995年には4,413ヤードを投げて38タッチダウン、13インターセプトでシーズンMVPに選ばれた。1996年、1997年にもMVPに選ばれた。MVPに3回選ばれたのはジム・ブラウン、ジョニー・ユナイタスに次いで3人目であり、3年連続受賞は初めてのことであった（その後ペイトン・マニングが5回受賞しているが3年連続受賞した選手は現れていない）。
1996年シーズン、グリーンベイ・パッカーズに実に31年ぶりのスーパーボウルの栄冠をもたらす（第31回スーパーボウル）。翌年もデンバー・ブロンコスに敗れはしたものの第32回スーパーボウル出場を果たした。
1998年シーズンもチームをプレーオフに導いたがワイルドカードプレーオフでサンフランシスコ・フォーティナイナーズに敗れた。
2001年のディビジョナルプレーオフのセントルイス・ラムズ戦では6インターセプトを喫した。

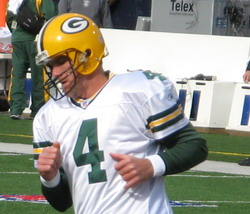
2006年のファーヴ

2006年にはダン・マリーノに次いで史上2人目の400タッチダウンパスを達成、2007年の第4週ミネソタ・バイキングス戦で歴代1位となる421個目のタッチダウンパスをあげた。
彼がパッカーズの先発QBであった16シーズンのうち負け越しはたったの一度であり、チームは長きに渡り好成績を残した。選手としては高齢ゆえ、2002年前後からは毎シーズンごとに現役続行するか否かに注目が集まっていた。2007年シーズンNFCチャンピオンシップゲームでニューヨーク・ジャイアンツに敗れた後、2008年5月引退を表明した。
パッカーズ時代に彼はチームを率いて地区優勝7回（1995年-1997年、2002年-2004年、2007年）、NFCチャンピオンシップゲーム出場4回（1995年-1997年、2007年）、スーパーボウル出場2回（うち第31回スーパーボウルで優勝）の成績を残した。

### ニューヨーク・ジェッツ時代

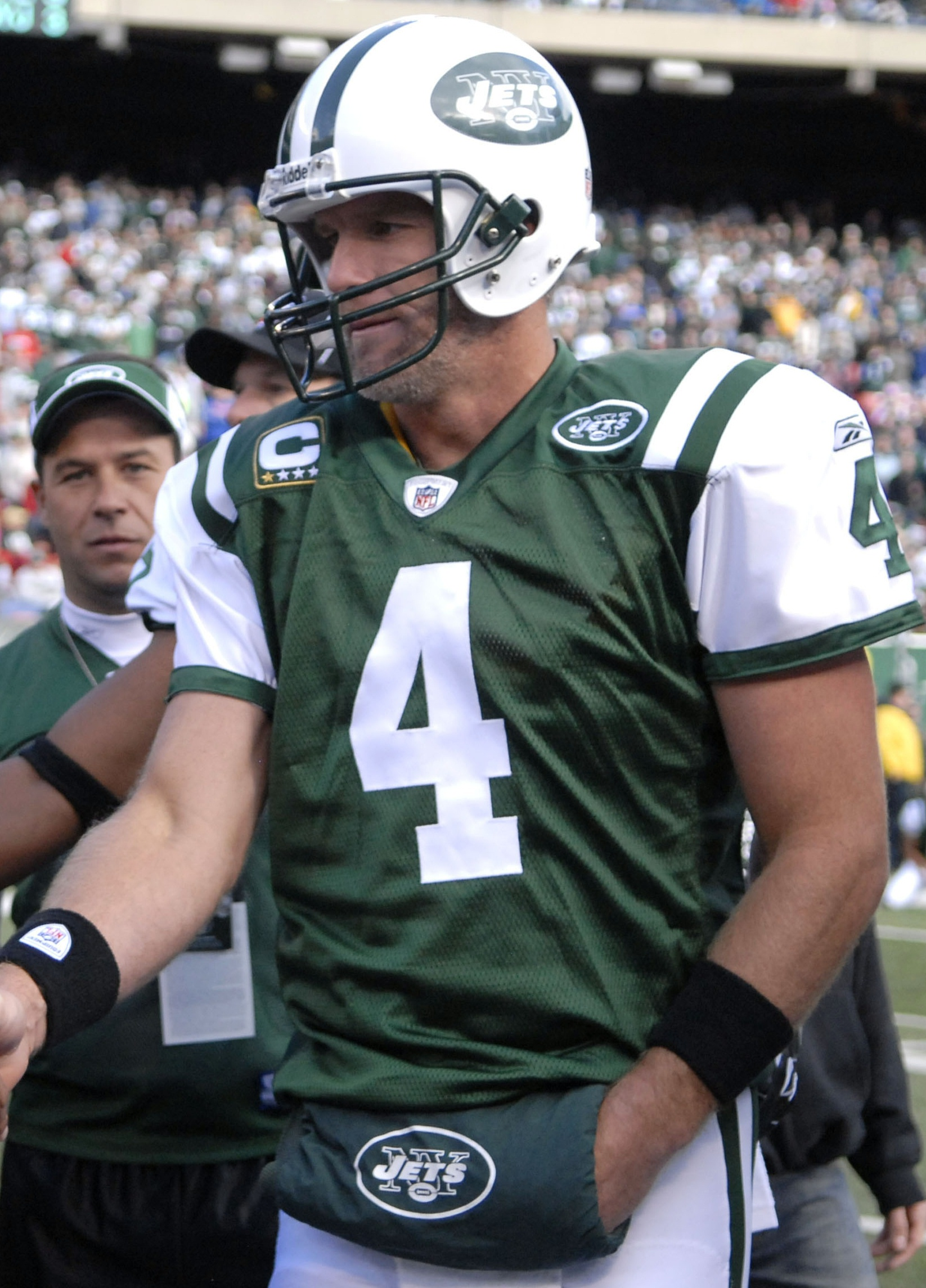
ジェッツ時代（2008年）

2007ー2008シーズンオフに表明した引退を撤回、現役復帰を果たす。チームの方向性や自分の必要性、首脳陣への不信感などから移籍を希望し、解雇あるいはトレードを求めた。移籍した場合パッカーズにとって大変な脅威となるためチームは当初放出しない方針を表明していたが、結局チーム側が折れる形でトレード相手を探すこととなった（ちなみに解雇した場合自由に契約交渉ができるため、移籍先の有力候補に同地区のミネソタ・バイキングスとシカゴ・ベアーズがあったことも放出を拒否した理由である）。
トレードの相手の候補にタンパベイ・バッカニアーズとニューヨーク・ジェッツがあった。当初ファーヴは（戦力的に優位な）バッカニアーズを望んでいると報道されたが、熱心な交渉を行ったジェッツにトレードが決まった。代償は翌年のドラフト4巡指名権が保障、さらにファーヴの出場プレー率やプレーオフ・スーパーボウルへの進出などによって最大1巡にまでグレードアップする条件付きであった。さらにこのトレードにはジェッツがミネソタ・バイキングスにファーヴをトレードした場合、ドラフト1巡指名権3つをパッカーズにトレードするという条項も含まれていた。
開幕から3試合は1勝2敗であったものの、第4週のアリゾナ・カージナルス戦では自己最高の6タッチダウンパスをあげた。
ファーヴ加入によりジェッツを追い出された形となったQBチャド・ペニントンが移籍したマイアミ・ドルフィンズとの因縁の対決は最初の試合では、パス22回中15回成功、192ヤードを投げて2タッチダウン、インターセプトなし、20-14で勝利を飾ったが、2度目の対戦ではパス40回中20回成功、233ヤードを投げて1タッチダウン、3インターセプトを喫しチームは敗れた。開幕から10連勝していたテネシー・タイタンズや同地区のライバル、ニューイングランド・ペイトリオッツを破るなど5連勝を果たし、8勝3敗とプレーオフ出場への期待が高まっていたジェッツであったが、ラスト5試合でファーヴが2タッチダウン、9INTを喫するなど失速。ラスト5試合で1勝しかできずプレーオフを逃した。この年3472ヤードを投げて22タッチダウン、22インターセプトの成績を残した。ファーヴはプロボウルに選ばれたが出場を辞退、ケリー・コリンズが代役となった。ジェッツのオーナー、ウッディ・ジョンソンはファーヴの残留を期待するコメントを出したが、右肩の故障を理由に2月11日に現役引退を発表した。なお2009年9月にジェッツがファーヴの故障を隠して強行出場させていたことに対してNFLから罰金が科された。これについてファーヴはチーム関係者を擁護する発言を行った。

### ミネソタ・バイキングス時代

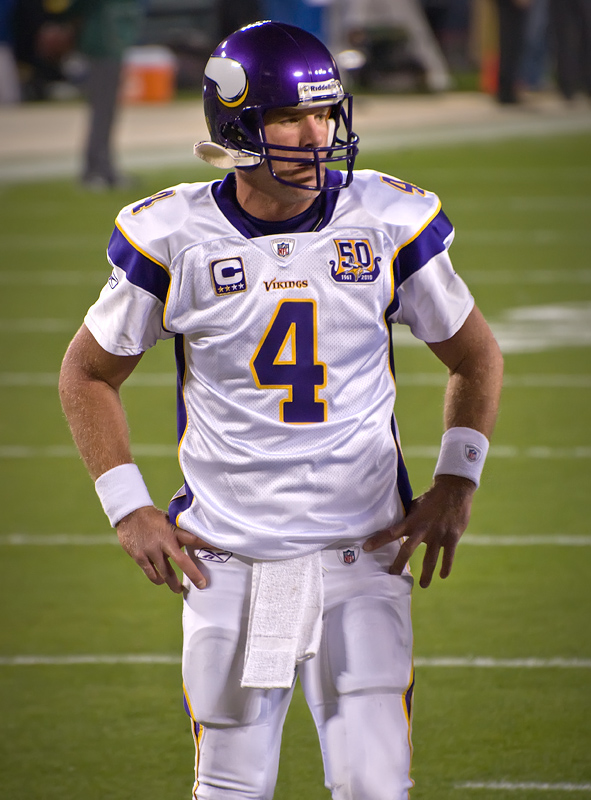
バイキングス時代（2010年）

7月末には現役復帰しないことが報道されたが、8月18日に2度目の引退撤回を行いミネソタ・バイキングスに入団した。8月31日のヒューストン・テキサンズとのプレシーズンゲームでワイルドキャット隊形でのプレーで、ユージン・ウィルソンへのクラックバック・ブロック（ひざから下への危険な反則ブロック）を行い1万ドルの罰金を科された。
この年それまでジム・マーシャルが持っていたレギュラーシーズンの連続試合出場記録270を更新した。さらに11月29日に行われた第12週の試合でレギュラーシーズン及びプレーオフ合わせて287試合に連続出場、マーシャルの287試合のNFL記録（キッカー、パンターを除いたもの）に並んだ。
第3週のサンフランシスコ・フォーティナイナーズ戦では残り2秒に逆転タッチダウンパスを成功させ27-24で勝利した。10月5日のマンデーナイトフットボールで古巣、グリーンベイ・パッカーズと初対戦、3タッチダウンをあげて勝利、史上初のNFL32チームから勝利したQBとなった。11月1日にパッカーズの本拠地、ランボー・フィールドに乗り込んだ試合では4タッチダウンをあげて勝利した。この試合はFOXスポーツにより全米に放送されたが実に2980万人が視聴し、この年アメリカで放送された番組で1番視聴者が多かった番組となった。11月29日の第12週シカゴ・ベアーズ戦では392ヤードを投げて3タッチダウンをあげてチーム成績を10勝1敗とした。その後チームは失速し、12月28日の第16週シカゴ・ベアーズとのマンデーナイトフットボールに敗れて11勝4敗となりプレーオフの第1シードを逃した。シーズン最終戦となるニューヨーク・ジャイアンツ戦でパス31回中25回成功、316ヤードを投げて4タッチダウンをあげる活躍を見せて通算16回目の週間MVPに選ばれた。チームは12勝4敗でNFC第2シードとなった。
ディビジョナルプレーオフのダラス・カウボーイズ戦では、ファーヴは4タッチダウン、QBレイティング134.4と大活躍し34-3で勝利した。NFCチャンピオンシップゲーム進出を果たしニューオーリンズ・セインツと対戦し、第3Qにはハードヒットを受けて左足首を負傷したが試合出場を続け、28-28で迎えた第4Q残り19秒で敵陣38ヤードまで攻め込んだ。ここでファーヴが投げたパスはトレイシー・ポーターにインターセプトされ、オーバータイムの末敗れスーパーボウル出場は果たせなかった。この年もプロボウルに選ばれていたが負傷のため欠場、代わりにトニー・ロモが選ばれた。
NFCチャンピオンシップゲームで負傷した足首を5月に手術し、8月現役続行を決断した。
シーズン中、ニューヨーク・ジェッツに在籍した2008年に女性タレントに対して性的嫌がらせを行っていたという疑惑が勃発し、これについてNFLも調査を行うこととなった。これに対してファーヴの代理人は女性タレントのマネージャー、弁護士から金銭の要求がなされたが支払いを行う理由がないため、それに応じなかったと述べた。
シドニー・ライスがでん部の故障、パーシー・ハービンが片頭痛により欠場を続けたこの年、チームは低迷し、シーズン途中3勝7敗となった時点でブラッド・チルドレスヘッドコーチは解任され、11月28日のワシントン・レッドスキンズ戦からレスリー・フレージャーが暫定ヘッドコーチとなった。その際彼はNFLチームのプレイブックが分厚くなりすぎていると意見を述べた。
10月24日のグリーンベイ・パッカーズ戦の翌日、左足首の疲労骨折、かかとの剥離骨折も明らかになった。12月13日に行われた第14週のニューヨーク・ジャイアンツ戦に欠場し、NFL記録である連続先発出場が297試合でストップした。そして第15週のシカゴ・ベアーズ戦でコーリー・ウットンにQBサックされた際に脳震盪を起こし負傷退場、この試合が現役最後の出場となった。この年2509ヤードを投げて11タッチダウン、19インターセプトの成績であった。

### 引退後
2012年、オーク・グローブ高校フットボール部の攻撃コーディネーターを務める。
2014年8月5日、パッカーズの殿堂入りと永久欠番になることが決定した。
2015年11月26日の感謝祭の日に行われたシカゴ・ベアーズ戦で永久欠番セレモニーが開催された。
2016年、プロフットボール殿堂入りを果たした。

## 引退問題
引退問題の始まりは2002-2003年シーズンだった。ワイルドカードプレーオフにて、チームはすべてが上手くいかない試合の末ファルコンズに大敗。試合後の記者会見にファーヴが姿を現さなかったことから（過去に数回あったのみ）、引退するのでは?と大々的に報道された。このときは現役続行を発表したものの、後に「本当はあのシーズンで引退するつもりだった。だが、ファルコンズ戦の大敗を受け、現役続行を決意したんだ」と語っている。
時を同じくして、チームもファーヴの後継となるQB探しを始めた。2003年にハイズマン賞受賞QBのエリック・クラウチ、2004年に元クリーブランド・ブラウンズのエースQBティム・カウチを獲得するも、満足のいく選手ではなかった。
2005年シーズン、自己ワーストのQBレイティング70.9に終わり、ファーヴ加入以来初の負け越しを経験すると、引退がいよいよ現実味を帯びてきた。開幕前、ドラフト1巡指名でQBアーロン・ロジャースを獲得していたことも引退を匂わせる要素であった。それでもドラフトギリギリまで考えて現役続行を決意。
2007年シーズン、チームは大躍進を遂げ、スーパーボウルまであと一歩のところまで迫った。このことから来年も現役続行するのではないかという見方が一般的であった。本人も「今までほど決断に時間はかからない」とコメントしていたが、この年のオフに引退を表明した。
しかしキャンプに入る直前、突然現役復帰を希望して復帰騒動を起こした。3月の引退表明後、パッカーズはロジャースを中心としたチーム作りに着手。ドラフトでQBを2人指名するなどファーヴ抜きで戦う準備を進めていた。それゆえにチームとしては復帰は決して歓迎できるものではなかった。ファーヴもそれを理解しており、トレードあるいは解雇を要求した（チームを混乱させたことだけが理由ではなく、GMや首脳陣への不信も大きな理由であった）。パッカーズ側は復帰を歓迎する筋の発表をする一方、裏舞台では球団社長自ら復帰を思いとどまるよう説得にあたっていた。パッカーズはファーヴが現役復帰しない場合、彼に10年2000万ドルを支払う提案も行った。しかしファーヴの意思は変わることなく、8月6日にニューヨーク・ジェッツへのトレードが決まった。
2009年2月12日、2度目の引退宣言を行い、18年の現役生活に幕を下ろすことを表明した。記者会見では、「もう、ほかのプロ選手たちと同じようなパフォーマンスはできない」と語った。引退の最大の理由は右肩の負傷であった。4月には、正式にジェッツを退団し、「現役復帰するつもりはない」とも述べた。
しかし、翌5月に入ると、またしても現役復帰が噂されるようになった。復帰先として有力視されているのはミネソタ・バイキングスで、バイキングスのマーク・ウィルフ球団社長がファーブ獲得に関心を抱いていることを正式に認めた。更に、古巣パッカーズへのリベンジ意識がファーブの現役復帰を後押ししていることが報じられ、8月18日にミネソタ・バイキングスと契約しトレーニング・キャンプに参加していることが報じられた
。

## プレースタイル
普通なら通らない場所にパスを通してしまう剛速球が最大の武器である。その一方、柔らかいタッチのボールや走りながらのパスもうまい。また、受け手のことを考えたパスコース選択も秀逸である。
かねてからプレースタイルが荒っぽく、「無茶投げ」が多いという批判があった。しかしキャリアの晩年では落ち着きのある成熟したプレーに変わった。
あえて弱点を挙げるなら、インターセプトが多いことである（歴代最多被INT記録）。リスクを恐れない勝負師スタイルのためレギュラーシーズンでもフランチャイズQBとしては最多クラスのINTをくらっている。特にオーバータイムや4Qビハインドの場面で決定的なINTを決められることが多い。ファーヴのバイキングス入りの可能性が報道された際、バイキングスOBのフラン・ターケントンは彼のミスの多さも指摘して反対を表明した。
投球時ボールから手を離すリリースポジションが他のQBに比べると高く特徴的であったため、彼が主に活躍した90年代に少年時代を過ごしたQBたちがNFL入りする際に彼のフォームに影響を受けたというコメントを残すことがたびたびあった。彼の後継者としてグリーンベイ・パッカーズの先発QBを務めるアーロン・ロジャースは、練習を共にしたこともあり非常に近いパスフォームを持っている。
いわゆるモバイル型ではなく、足はあまり速くなかったが、咄嗟の判断でパスラッシュをかわし、タックルを振り払う能力は突出したものがあり、それが彼の連続先発出場記録を支える要因のひとつとなった。
トレント・ディルファーからプレッシャーへの対応が傑出してうまいと評価されている。

## 人物
- ミシシッピ州キール（Kiln）出身。
- 右利き。
- 番号は4番。NFLでNo.4と言えばたいてい彼を指し、解説者や実況者、チームメイトなどから通称としてよく使われる。
- 妻と二人の娘がいる。妻ディアナ、長女ブリタニー、次女ブリレイ（公式に公表）。2010年4月、長女ブリタニーに子供が生まれ現役ながら孫を持つこととなった[79]。
- パッカーズ時代、シーズンオフには毎年チームメイトとともに参加するチャリティソフトボール大会を主催していた。引退を表明（のちに撤回）した2008年は彼に変わってWRドライバーが主催者を継承した。
- 第44回スーパーボウルの第2QのCMでは、10年後の2020年にファーヴがMVPに選ばれてインタビューに答えるものが放送された[80]。

## エピソード
1991年アトランタ・ファルコンズ時代にヘッド・コーチと賭をして、当時ホームスタジアムだったアトランタ・フルトン・カウンティ・スタジアムの天井にボールをぶつけて、賭に勝ったことがある。

### 苗字の読み
彼はミシシッピに定着したフランス系移民の子孫で、苗字の綴りは「FAVRE」であるが、発音はRとVが倒置されたような読み方をして「ファーブ」と発音する。しかし、このような事情を知らない初対面の人にはたびたび綴りとおり「ファバー」と読み間違われることがある。実際、彼がドラフト会議でファルコンズに指名された時、当時のコミッショナー、ポール・タグリアブが彼の名前を「ブレット・ファバー」と間違って呼んだことがある。

### 父の死直後の試合
2003年12月21日土曜日、ファーヴの父アーヴィンが急死した。この日の夕方、高速道路の側壁に車を突っ込ませた。死因は事故死ではなく、直前に心臓発作を起こしたことによるものだった。このときファーヴはチームと共に遠征先のオークランドにて訃報を聞いたが、現地にとどまった。
日曜日の夜、ミシシッピに帰らないと決めたファーヴは、チームメイトに対して話をした。父を愛していること、フットボールを愛していること、チームメイトを愛していること。センターのマイク・フラナガンは「（ファーヴが話をしたとき）こんなにチーム全員が心を打たれたのは見たことがなかった」と語った。
月曜、欠場するのではないかと囁かれていたファーブはレイダース戦に出場。WRドナルド・ドライバーやロバート・ファーガソンに的確かつ鋭いパスを、WRウォーカーに何本ものロングパスを通した。パス30回中22回成功、399ヤード、4タッチダウンパス（すべて前半）、インターセプトなしと完璧な内容で、計12人のレシーバーに投げ分けた。これは当時のワイドレシーバーおよびタイトエンド全員である（リターナーを除く）。非の打ち所のない試合内容で、41対7で勝利を収めた。この試合は父にささげる勝利として多くの感動を呼んだ。

## 詳細情報

### 年度別成績

#### レギュラーシーズン
| 年度      | チーム    | 背 番 号  | 試合 | 試合 | パス      | パス      | パス      | パス        | パス             | パス | パス            | パス          | ラン      | ラン        | ラン             | ラン | 記録              |
| 年度      | チーム    | 背 番 号  | 出場 | 先発 | 成功 回数 | 試投 回数 | 成功 確率 | 獲得 ヤード | 平均 獲得 ヤード | TD   | インター セプト | レイテ ィング | 試行 回数 | 獲得 ヤード | 平均 獲得 ヤード | TD   | 先発出場 試合勝敗 |
| --------- | --------- | --------- | ---- | ---- | --------- | --------- | --------- | ----------- | ---------------- | ---- | --------------- | ------------- | --------- | ----------- | ---------------- | ---- | ----------------- |
| 1991      | ATL       | 4         | 2    | 0    | 0         | 4         | 0.0       | 0           | 0.0              | 0    | 2               | 0.0           | 0         | 0           | 0.0              | 0    | 0-0               |
| 1992      | GB        | 4         | 15   | 13   | 302       | 471       | 64.1      | 3,227       | 6.9              | 18   | 13              | 85.3          | 13        | 44          | 4.2              | 1    | 8-5               |
| 1993      | GB        | 4         | 16   | 16   | 318       | 522       | 60.9      | 3,303       | 6.3              | 19   | 24              | 72.2          | 58        | 216         | 3.7              | 1    | 9-7               |
| 1994      | GB        | 4         | 16   | 16   | 363       | 582       | 62.4      | 3,882       | 6.7              | 33   | 14              | 90.7          | 42        | 202         | 4.8              | 2    | 9-7               |
| 1995      | GB        | 4         | 16   | 16   | 359       | 570       | 63.0      | 4,413       | 7.7              | 38   | 13              | 99.5          | 39        | 181         | 4.6              | 3    | 11-5              |
| 1996      | GB        | 4         | 16   | 16   | 325       | 543       | 59.9      | 3,899       | 7.2              | 39   | 13              | 95.8          | 49        | 136         | 2.8              | 2    | 13-3              |
| 1997      | GB        | 4         | 16   | 16   | 304       | 513       | 59.3      | 3,867       | 7.5              | 35   | 16              | 92.6          | 58        | 187         | 3.2              | 1    | 13-3              |
| 1998      | GB        | 4         | 16   | 16   | 347       | 551       | 63.0      | 4,212       | 7.6              | 31   | 23              | 87.8          | 40        | 133         | 3.3              | 1    | 11-5              |
| 1999      | GB        | 4         | 16   | 16   | 341       | 595       | 57.3      | 4,091       | 6.9              | 22   | 23              | 74.7          | 28        | 142         | 5.1              | 0    | 8-8               |
| 2000      | GB        | 4         | 16   | 16   | 338       | 580       | 58.3      | 3,812       | 6.6              | 20   | 16              | 78.0          | 27        | 108         | 4.0              | 0    | 9-7               |
| 2001      | GB        | 4         | 16   | 16   | 314       | 510       | 61.6      | 3,921       | 7.7              | 32   | 15              | 94.1          | 38        | 56          | 1.5              | 1    | 12-4              |
| 2002      | GB        | 4         | 16   | 16   | 341       | 551       | 61.9      | 3,658       | 6.6              | 27   | 16              | 85.6          | 25        | 73          | 2.9              | 0    | 12-4              |
| 2003      | GB        | 4         | 16   | 16   | 308       | 471       | 65.4      | 3,361       | 7.1              | 32   | 21              | 90.4          | 18        | 15          | 0.8              | 0    | 10-6              |
| 2004      | GB        | 4         | 16   | 16   | 346       | 540       | 64.1      | 4,088       | 7.6              | 30   | 17              | 92.4          | 16        | 36          | 2.3              | 0    | 10-6              |
| 2005      | GB        | 4         | 16   | 16   | 372       | 607       | 61.3      | 3,881       | 6.4              | 20   | 29              | 70.9          | 18        | 62          | 3.4              | 0    | 4-12              |
| 2006      | GB        | 4         | 16   | 16   | 343       | 613       | 56.0      | 3,885       | 6.3              | 18   | 18              | 72.7          | 23        | 29          | 1.3              | 1    | 8-8               |
| 2007      | GB        | 4         | 16   | 16   | 356       | 535       | 66.5      | 4,155       | 7.8              | 28   | 15              | 95.7          | 29        | 12          | 0.4              | 0    | 13-3              |
| 2008      | NYJ       | 4         | 16   | 16   | 343       | 522       | 65.7      | 3,472       | 6.7              | 22   | 22              | 81.0          | 21        | 43          | 2.0              | 1    | 9-7               |
| 2009      | MIN       | 4         | 16   | 16   | 363       | 531       | 68.4      | 4,202       | 7.9              | 33   | 7               | 107.2         | 9         | 7           | 0.8              | 0    | 12-4              |
| 2010      | MIN       | 4         | 13   | 13   | 217       | 358       | 60.6      | 2,509       | 7.0              | 11   | 19              | 69.9          | 7         | 8           | 0.5              | 0    | 5-8               |
| NFL：20年 | NFL：20年 | NFL：20年 | 302  | 298  | 6,300     | 10,169    | 65.4      | 71,838      | 7.0              | 508  | 336             | 85.95         | 592       | 1,841       | 2.6              | 14   | 186-112           |

- 太字は自身最高記録
- ■はシーズンMVP受賞年
- ■は各年度のリーグ最高記録
- ■はNFL記録

#### ポストシーズン
| 年度 | チーム | 試合 | 試合 | パス      | パス      | パス      | パス        | パス             | パス | パス            | パス          | ラン      | ラン        | ラン             | ラン | 記録              |
| 年度 | チーム | 出場 | 先発 | 成功 回数 | 試投 回数 | 成功 確率 | 獲得 ヤード | 平均 獲得 ヤード | TD   | インター セプト | レイテ ィング | 試行 回数 | 獲得 ヤード | 平均 獲得 ヤード | TD   | 先発出場 試合勝敗 |
| ---- | ------ | ---- | ---- | --------- | --------- | --------- | ----------- | ---------------- | ---- | --------------- | ------------- | --------- | ----------- | ---------------- | ---- | ----------------- |
| 1993 | GB     | 2    | 2    | 43        | 71        | 60.6      | 535         | 7.5              | 5    | 3               | 89.8          | 4         | 18          | 4.5              | 0    | 1-1               |
| 1994 | GB     | 2    | 2    | 41        | 73        | 56.2      | 473         | 6.5              | 0    | 1               | 70.2          | 4         | 7           | 1.8              | 0    | 1-1               |
| 1995 | GB     | 3    | 3    | 66        | 102       | 64.7      | 805         | 7.9              | 8    | 2               | 106.9         | 7         | 7           | 1.0              | 0    | 2-1               |
| 1996 | GB     | 3    | 3    | 44        | 71        | 62.0      | 617         | 8.7              | 5    | 1               | 107.5         | 14        | 35          | 2.5              | 1    | 3-0               |
| 1997 | GB     | 3    | 3    | 56        | 97        | 57.7      | 668         | 6.9              | 5    | 3               | 83.2          | 7         | -8          | -1.1             | 0    | 2-1               |
| 1998 | GB     | 1    | 1    | 20        | 35        | 57.1      | 292         | 8.3              | 2    | 2               | 70.7          | 0         | 0           | 0                | 0    | 0-1               |
| 2001 | GB     | 2    | 2    | 48        | 73        | 65.8      | 550         | 7.5              | 4    | 7               | 60.7          | 7         | 6           | 0.9              | 0    | 1-1               |
| 2002 | GB     | 1    | 1    | 20        | 42        | 47.6      | 247         | 5.9              | 1    | 2               | 54.4          | 2         | -1          | -0.5             | 0    | 0-1               |
| 2003 | GB     | 2    | 2    | 41        | 66        | 62.1      | 499         | 7.6              | 3    | 1               | 94.2          | 2         | 2           | 1.0              | 0    | 1-1               |
| 2004 | GB     | 1    | 1    | 22        | 33        | 66.7      | 216         | 6.5              | 1    | 4               | 55.4          | 3         | 7           | 2.3              | 0    | 0-1               |
| 2007 | GB     | 2    | 2    | 37        | 58        | 63.8      | 409         | 7.1              | 5    | 2               | 99.0          | 1         | -1          | -1.0             | 0    | 1-1               |
| 2009 | MIN    | 2    | 2    | 43        | 70        | 61.4      | 544         | 7.8              | 5    | 2               | 97.6          | 1         | 0           | 0.0              | 0    | 1-1               |
| 合計 | 合計   | 24   | 24   | 481       | 791       | 60.8      | 5,855       | 7.4              | 44   | 30              | 86.3          | 52        | 72          | 1.4              | 1    | 11-13             |

- 太字はスーパーボウル出場
- ■はスーパーボウル制覇

## 獲得タイトル
- スーパーボウル制覇1回（1996年、第31回）
- リーグMVP3回（1995年、1996年、1997年）[84]
- プロボウル選出10回（1992年、1993年、1995年-1997年、2001年-2003年、2007年、2008年）
- オールプロ選出7回（1995年-1997年、2001年-2003年、2007年）

## NFL記録
- パス

永久欠番となっているパッカーズの背番号4

  - 通算パス試投数  10,169　(2020シーズン終了時点で歴代3位）
  - 通算パス成功数  6,300　(2020シーズン終了時点で歴代3位）
  - 通算パス獲得ヤード  71,838　(2020シーズン終了時点で歴代4位）
  - 通算タッチダウンパス 508　(2020シーズン終了時点で歴代4位）
  - 最長TDパス 99ヤード （タイ記録）　
  - 最多被インターセプト  336
  - 5年連続30TDパス （1994年〜1998年）
  - 12年連続20TDパス （1994年〜2005年）
  - 15年連続パス獲得ヤード3000以上 （1992年〜2006年）
  - ロードゲームの最多TDパス 198
  - 同一スタジアムの最多TDパス 194

- クォーターバック
  - 先発QBとしての最多勝 186（レギュラーシーズン186勝112敗）
  - QB連続先発出場 269（284プレイオフ含む）